# Rumi
Mawlānā Jalāl-ad-Dīn Muhammad Rūmī (tiếng Ba Tư: مولانا جلال الدین محمد رومی; tiếng Thổ Nhĩ Kỳ: Mevlânâ Celâleddin Mehmed Rumi; tiếng Ả Rập: جلال الدين الرومي; còn gọi là Mawlānā Jalāl-ad-Dīn Muhammad Balkhī, gọi theo tên thành phố Balkh, quê hương của nhà thơ.
Tuy vậy cách gọi ngắn gọn và phổ biến nhất bằng tiếng Anh là: Rumi, 30 tháng 9 năm 1207 – 17 tháng 12 năm 1273) – nhà thần học, nhà thơ viết bằng tiếng Ba Tư của Hồi giáo Sufi, một trong những nhà thơ vĩ đại nhất mọi thời đại.

## Tiểu sử
Rumi sinh ở Balkh (nay là Afghanistan) trong gia đình một nhà thần học theo giáo phái Sufism (tạm dịch: Hồi giáo mật tông). Từ nhỏ được học hành đến nơi đến chốn không chỉ thần học mà nhiều ngành khoa học khác.
Năm 1220 gia đình chuyển về Konya (nay là Thổ Nhĩ Kỳ). Năm 1231 bố mất, Rumi thay vị trí của bố, thành lập nhóm Mevlevi đóng vai trò quan trọng trong đời sống chính trị, xã hội của phương Đông Hồi giáo đương thời và có ảnh hưởng đến nhiều thế kỷ sau đấy. Thời kỳ này Rumi viết tập thơ: Divan và nhiều tác phẩm triết học. Là học trò của Shams-e Tabrizi, nhiều bài thơ của mình, Rumi ký tên Shams-e Tabrizi.
Tác phẩm quan trọng nhất: Masnavi-ye Manavi, trình bày những nội dung cơ bản của Hồi giáo mật tông, được Rumi thể hiện xen lẫn với những ngụ ngôn dân gian, lối viết dễ hiểu và ngôn ngữ đại chúng. Tác phẩm này có sự ảnh hưởng rất lớn đến văn học phương Đông Hồi giáo.
Cuộc đời và sáng tạo của Rumi được nhà văn Orhan Pamuk thể hiện trong tác phẩm Kara Kitap (Quyển sách đen, 1990) của mình.

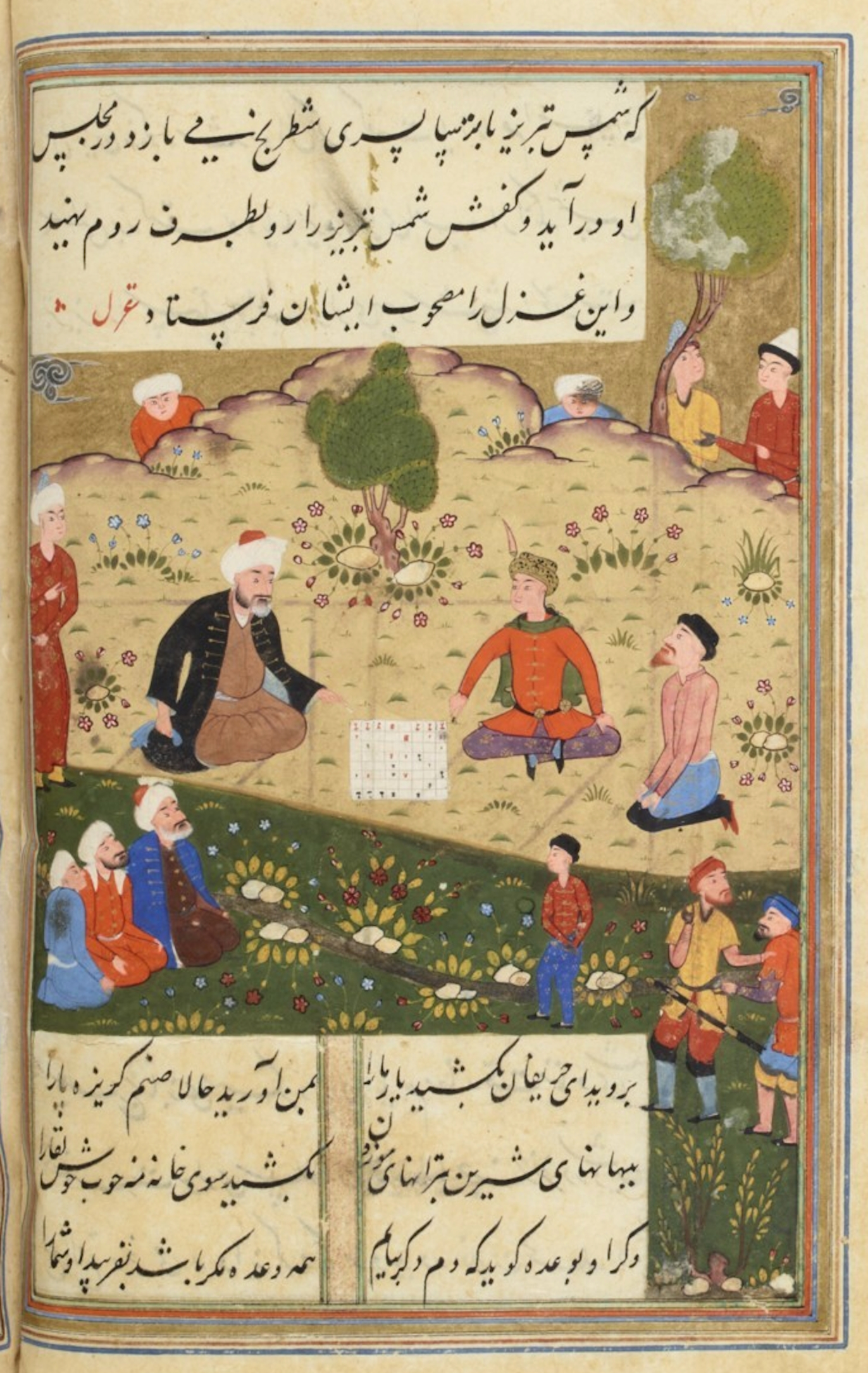
Minh họa một trang sách của Rumi

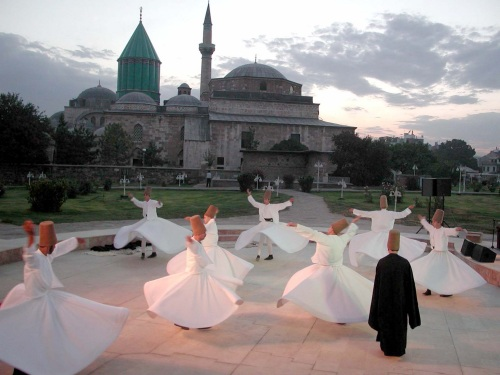
Lăng mộ Rumi ở Konya, Thổ Nhĩ Kỳ